# Clan Takeda (Aki)
El clan Takeda de la provincia de Aki era una rama menor del famoso clan Takeda en la provincia de Kai de Japón imperial, descendiente de Seiwa Tennō (850-880) y del clan Minamoto (Seiwa Genji). El Takeda de Wakasa fue una rama menor del clan Takeda de Aki.
Takeda Nobumitsu (1162-1248) hijo mayor de Takeda Nobuyoshi (entonces jefe del clan Takeda), asistió a la campaña contra Kiso Yoshinaka y también contra el clan Taira. Él reprimió la revuelta de Wada Yoshimori (1213). En el momento de la guerra Jōkyu (1221), el ayudó al clan Hōjō e ingreso a Kioto. En recompensa recibió el título de Shugo (gobernador) de la provincia de Aki.
Takeda Nobutake (a partir de 1362) fue el último Shugo del clan Takeda de las tres provincias de Kai, Aki y Wakasa. Su hijo mayor Nobunari recibió a Kai y el más joven Ujinobu recibió las provincias de Aki y Kawasa.
Desde el periodo Muromachi hasta el periodo Sengoku el clan Takeda de Aki gobernó las dos provincias de Aki y Wakasa, siendo partidarios del clan Ashikaga en contra de la dinastía del sur, y del lado del clan Hosokawa durante la guerra Ōnin (1467-1477).
Su fortaleza principal era el castillo Kanayama, construida en la cima de los 411 metros del monte Takeda; un castillo construido por Takeda Nobumune a finales del periodo Kamakura, cerca de la presente ciudad de Hiroshima.
Sin embargo, los enfrentamientos con Mōri Motonari de Aki entre 1516 y 1523 llevó a la caída del clan. La línea principal llegó a su fin con la muerte de Takeda Nobuzane en 1555.
Durante el periodo Tokugawa, las familias Harada y la Yamaguchi, Samuráis del clan Asano (Daimio de Hiroshima), descendiente del clan Takeda de Aki. De acuerdo con la familia Yamaguchi, las tres fortalezas más importantes que pertenecían al clan Takeda de Aki el castillo Kanayama (visto anteriormente), castillo Kitsune y el castillo Ato (todos en la provincia de Aki).

### Para leer más
- Página japonesa de Wikipedia sobre el clan Takeda (incluyendo el clan Takeda de Aki) https://ja.wikipedia.org/wiki/%E6%AD%A6%E7%94%B0%E6%B0%8F#.E5.AE.89.E8.8A.B8.E6.AD.A6.E7.94.B0.E6.B0.8F

- Datos: Q2026427